# Stesimbrotos
Stesimbrotos (von Thasos) war ein antiker griechischer Schriftsteller und Sophist des 5. Jahrhunderts v. Chr. Er wird aufgrund der vor allem biographischen Informationen in seinen Werken auch zu den Geschichtsschreibern gezählt. Nach den Angaben Plutarchs lebte er zur Zeit des griechischen Staatsmanns Kimon (510–449 v. Chr.).

## Leben und Werk
Stesimbrotos stammte von der Insel Thasos, der nördlichsten Insel des griechischen Archipels, gelegen vor der makedonisch-thrakischen Küste. Plutarch berichtet, dass Kimon im Rahmen seiner militärischen Aktionen gegen die noch verbliebenen persischen Machtpositionen in Thrakien auch gegen Thasos vorging, das 465 v. Chr. von Athen abgefallen war. Nachdem er die Thasier in einer Seeschlacht besiegt hatte, zwang er die Stadt selbst zur Übergabe. Im Gefolge der Repressionsmaßnahmen Kimons gegen oppositionelle Gruppen auf Thasos wurde auch Stesimbrotos in die Emigration getrieben und kam nach Athen.
Stesimbrotos verfasste unter anderem ein Werk über Homer und eine Schrift über die athenischen Staatsmänner mit zum Teil negativen Charakterisierungen der attischen Politiker Themistokles, Kimon und Perikles. Außerdem verfasste er ein Werk Über Mysterien, das sich durch seinen polemischen Ton von vergleichbaren Werken unterschieden haben soll.

## Rezeption
Xenophon lässt in seinem Gastmahl Sokrates Stesimbrotos in positiver Weise erwähnen. Xenophons Sokrates schätzt Stesimbrotos als einen Homer-Exegeten, der durch sinnreiche, meist allegorische Erklärungen die tiefere Bedeutung dieser Werke aufdecken könne.
Der Literaturhistoriker Karl Rosenkranz sah in dem Dichter und Gelehrten Antimachos von Kolophon, der als einer der ersten kritische Bemerkungen zur Homerischen Poesie veröffentlicht hat, einen Schüler des Stesimbrotos.
Plutarch bezieht sich bei der Abfassung seiner erhaltenen Vitae, in denen er die Lebensläufe griechischer und römischer Staatsmänner und Redner darstellt und vergleicht, insgesamt elfmal auf Stesimbrotos, dem er dabei wiederholt Ungenauigkeiten vorwirft.
Ulrich von Wilamowitz-Moellendorff kritisierte Stesimbrotos scharf und beschrieb ihn als einen „Journalisten“ der Antike, der tendenziöse und verleumderische Texte gegen ihm missliebige athenische Politiker in der Art der modernen „Revolverpresse“ verfasst habe.